# 브리타 (기업)

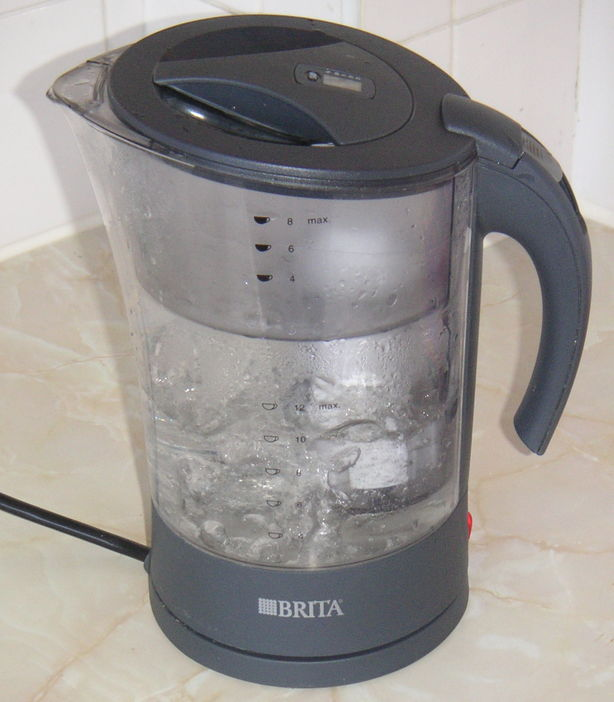
브리타의 주전자, 끓는 물이 상단 저수지에서 필터(흰색)를 통해 하단의 주전자로 통과하고 있다.

브리타는 정수기를 제조하는 독일의 기업이다.
회사 본사는 독일 헤센의 비스바덴 근처 타우누슈타인에 있다. 제조 시설은 중국, 독일, 스위스, 이탈리아, 영국에 있다. 브리타의 제품은 69개국에 유통되고 있다.

## 제품

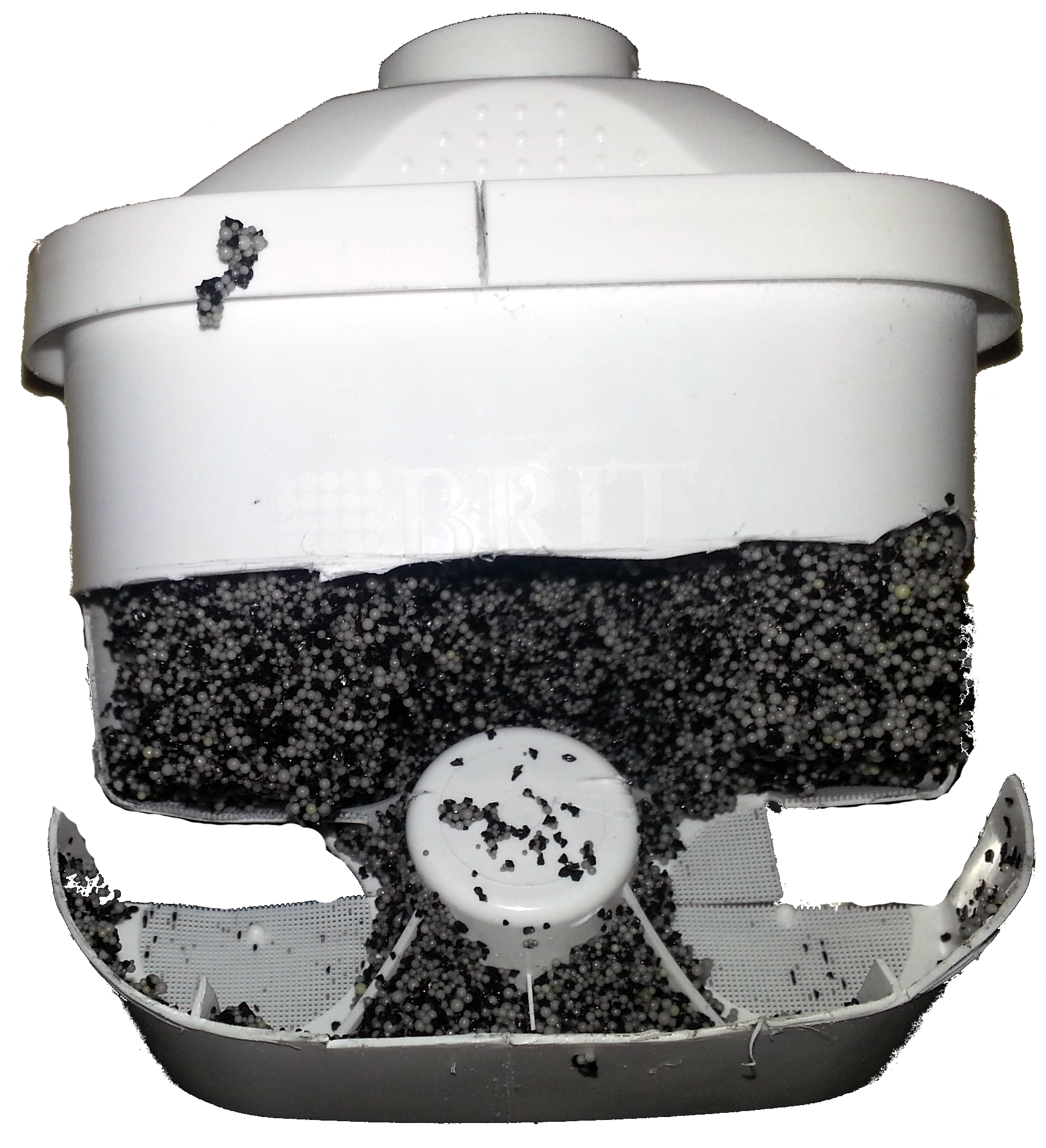
활성탄 입자(검은색)와 이온교환수지 비드(흰색)가 있는 사용된 브리타 정수 필터의 단면.

브리타는 저그 ( 비스페놀 A가 없는, 스타이렌 메틸 메타크릴레이트 공중합체로 제작된다.), 주전자 및 일체형 일회용 필터가 있는 수도꼭지를 생산한다. 필터는 재활용할 수 있다.
주요 여과 메커니즘은 활성탄과 이온교환수지로 구성 된다. 활성탄은 코코넛 껍질에서 생산된다. 브리타에 따르면 필터에는 두 가지 효과가 있다.
- 활성탄은 염소 및 염소 화합물과 같이 맛을 손상시킬 수 있는 물질을 제거한다.
- 이온교환수지는 구리 및 납뿐만 아니라 탄산염 경도(석회질)를 감소시킨다.

영국에서는 히나리와 브레빌이 브리타 기술을 이용한 전기주전자를 판매하고 있다.

## 역사
브리타는 1966년에 하인즈 한커머에 의해 설립되었다. 회사는 나중에 그의 딸의 이름을 따서 회사 이름을 짓기 전에 처음에 AquaDeMat으로 명명되었다. 1970년대 최초로 정수필터용 특허를 획득했다.
1988년에 캘리포니아 오클랜드에 본사를 둔 크로락스는 독일 회사와 북미 및 남미 지역에 대한 라이선스 및 배포 계약을 체결했다. 1995년에는 캐나다의 브리타 인터네셔널 홀딩스를 인수하여 캐나다 권리를 추가했다.브랜드에 대한 독점권을 획득했고 브리타는 2005년까지 경쟁금지 조항에 동의했다. 2008년에 브리타는 마베아라는 브랜드로 북미 시장에 복귀했지만 2016년에 다시 철수했다. 그러나 제품은 여전히 브리타 브랜드로 미국에서 판매되고 있다.